# Chaim (Opfer des Nationalsozialismus)
1. WEITERLEITUNG Chaim (NS-Opfer)